# Калтики, бессмертный монстр
Калтики, бессмертный монстр (итал. Caltiki il mostro immortale) — итальянско-французский фильм ужасов 1959 года режиссёров Риккардо Фреда и Марио Бава. Премьера фильма состоялась 8 августа 1959 года.

## Сюжет
Археологи, исследующие руины майя, сталкиваются с каплеобразным чудовищем. Им удаётся уничтожить его при помощи огня, но они сохраняют образец. Тем временем к Земле приближается комета. Как раз та самая, которая пролетала мимо нашей планеты, когда цивилизация майя по непонятным причинам разрушилась.

## В ролях
- Диди Перего — Диди Салливан
- Джон Меривейл — доктор Джон Филдинг
- Жерар Хертер — Макс Гюнтер
- Даниэла Рокка — Линда
- Джакомо Росси-Стюарт — ассистент профессора Родригеса
- Даниэле Варгас — Боб (участник экспедиции)
- Витторио Андре — профессор Родригес
- Нерио Бернарди — инспектор полиции
- Артуро Доминичи — Ньето (участник экспедиции)

## Производство
Фильм часто называют первым в режиссерской фильмографии Марио Бавы, однако несмотря на то что именно он заканчивал работу над картиной, не вполне понятно какай именно он внес вклад помимо операторской работы, съемок макетов и сцены с огнеметами. Хотя это не упоминается ни в титрах, ни в министерских документах, европейские источники указывают на участие французской компании Climax Film в производстве. В американской версии фильма указано, что он был «представлен Сэмюэлем Шнайдером», что дало повод некоторым источникам предположить, что фильм был совместным итало-американским производством.

## Критика
Луис Поль в своей книге Italian Horror Film Directors отметил старомодность данной картины, в основе которой лежат многочисленные малобюджетные фильмы (среди таких Поль называет культовые фильмы Капля и Квотермасс), а также концепция так называемого монстр-фильма. Помимо этого Поль отмечает на тот факт, что в фильме на первый план выдвинуты садистские действия Калтики, которые превращаются для него в своего рода развлечение, а многие героини фильма весьма скудно одеты и часто находятся на грани обнажения своего тела.